# Нахера, Хуан Эстебан Манрике де Лара
Хуан Эстебан Манрике де Лара-и-Кардона (исп. Juan Esteban Manrique de Lara y Cardona; 26 декабря 1504 — 22 января 1558, Валенсия-де-Дон-Хуан), 3-й герцог де Нахера — испанский придворный и военный деятель, майордом императора Карла V, гранд Испании.

## Биография
Сын Антонио Манрике де Лара, 2-го герцога де Нахера, и Хуаны Фольк де Кардона.
В 1520 году отец отправил его в Ла-Риоху и Алаву с двумя тысячами пехотинцев и сорока всадниками для подавления восстания комунерос; собрав подкрепления, он вошел в Виторию, а затем атаковал мятежного графа де Сальватьерру в его собственных владениях и усмирил районы Старой Кастилии и северного Бургоса. В октябре 1520 года он присоединился к вице-королям в Медина-де-Риосеко с пятью сотнями воинов, и 5 декабря 1520 участвовал в штурме Тордесильяса, где восставшие удерживали королеву Хуану. Сражался в бою у Вильялара 23 апреля 1521.
В 1535 году наследовал отцу. Был губернатором замка Давалильо, генеральным казначеем Бискайи, сопровождал императора в Италию, принимал участие в Тунисской экспедиции (1535). Участвовал в заседаниях кортесов Кастилии и Леона в 1538—1539 годах. В 1543 году снова отправился с императором на войну с французами, затем сопровождал Карла в походе в Гелдерн.
В январе 1546 на капитуле в Утрехте принят императором в число рыцарей ордена Золотого руна. В конце 1546 года вернулся в Испанию. Сопровождал инфанта Филиппа в его поездках в Нидерланды (1549) и Англию (1554). В 1556 году принимал в Вальядолиде императора и его сестер королев Франции и Венгрии. Умер в 1558 году, и был погребен в герцогской усыпальнице в капелле монастыря Санта-Мария-ла-Реаль-де-Нахера.

## Семья
1-я жена (1521): Альдонса де Урреа-и-Кардона, дочь графа Аранды. Доводилась ему двоюродной сестрой, брак был расторгнут в том же году по решению папы. Сын от этого союза не был признан законным.
2-я жена (08.1529, Толедо): Луиза де Акунья-и-Мануэль (8.01.1507—10.10.1570), графиня де Валенсия-де-Дон-Хуан, единственная дочь и наследница Энрике де Акуньи, 4-го графа де Валенсия-де-Дон-Хуан, и Альдонсы Мануэль
Дети:
- Мануэль Манрике де Лара (10.04.1533—5.06.1600), 4-й герцог де Нахера. Жена (ок. 1558): Мария Тельес-Хирон-и-Ла-Куэва (1540—1562), дочь Хуана Тельес-Хирона, 3-го графа де Уренья, и Марии де Ла-Куэвы
- Энрике Манрике де Лара (ум. 28.09.1574), 6-й граф де Паредес де Нава. Жена: Инес Манрике де Лара (ум. 1631), 6-я графиня де Паредес де Нава, дочь Антонио Манрике де Лара, 5-го графа де Паредес де Нава, и Гиомар Манрике де Лара

Также имел пятерых бастардов.